# Фицгерберт, Антони
Антони Фицгерберт (1470 — 27 мая 1538) — английский судья, учёный-правовед и научный писатель, более всего известный своим фундаментальным трудом об английском праве, вышедшим под заглавием «New Natura Brevium» (1534).

## Биография
Был сыном Ральфа Фицгерберта из Норбери; поскольку его братья умерли молодыми, унаследовал отцовское имение. По некоторым данным, получил юридическое образование в Оксфорде, однако точных доказательств этого нет. Каким именно образом он стал юристом — неизвестно, однако установлено, что он состоял в Грей-Инн (одной из четырёх английских судебных инн того времени). 18 ноября 1510 года получил статус сержанта права, а шесть лет спустя — королевским юрисконсультом. В 1522 году был назначен судьей общей юрисдикции и посвящён в рыцари, всё это время занимаясь также написанием научных работ. В 1524 году был отправлен в составе королевской комиссии в Ирландию. Был дважды женат, все его потомки родились во втором браке.
Как автор был преимущественно компилятором; участвовал в нескольких крупных политических процессах своего времени. Был известен как противник короля относительно его церковной политики и изъятия земель у монастырей. Среди его работ были сочинения не только по юриспруденции, но и по сельскому хозяйству. Главные работы: «The Graunde Abridgement» (1514 — толкование древних «Year Books», в алфавитном порядке), «The Boke of Husbandrye» (Лондон, 1523), «The Novelle Natura Brevium» (1534), «The Office Auctoritie de Justices de Peace» (1538), «The Office of Viconts, Bailiffes, Escheators, Constables, Coroners» (1538), «A Treatise on the Diversity of Courts» (London, 1646). Сочинения Фицгерберта неоднократно переиздавались в XVI и XVII веках.